# Irajá
Irajá és un barri de la Zona Nord del municipi de Rio, a l'estat del Rio de Janeiro, al Brasil. És un barri de renda mitjana, amb gairebé 100.000 habitants. Limita amb els barris de Brás de Pina, Vila da Penha, Vicente de Carvalho, Vaz Lobo, Turiaçu, Rocha Miranda, Colégio, Coelho Neto, Acari, Pavuna, Parque Colúmbia, Jardim América, Vigário General, Parada de Lucas, Cordovil i Vista Alegre. El seu índex de desenvolupament humà, l'any 2000, era de 0,798, el 95º millor del municipi de Rio.

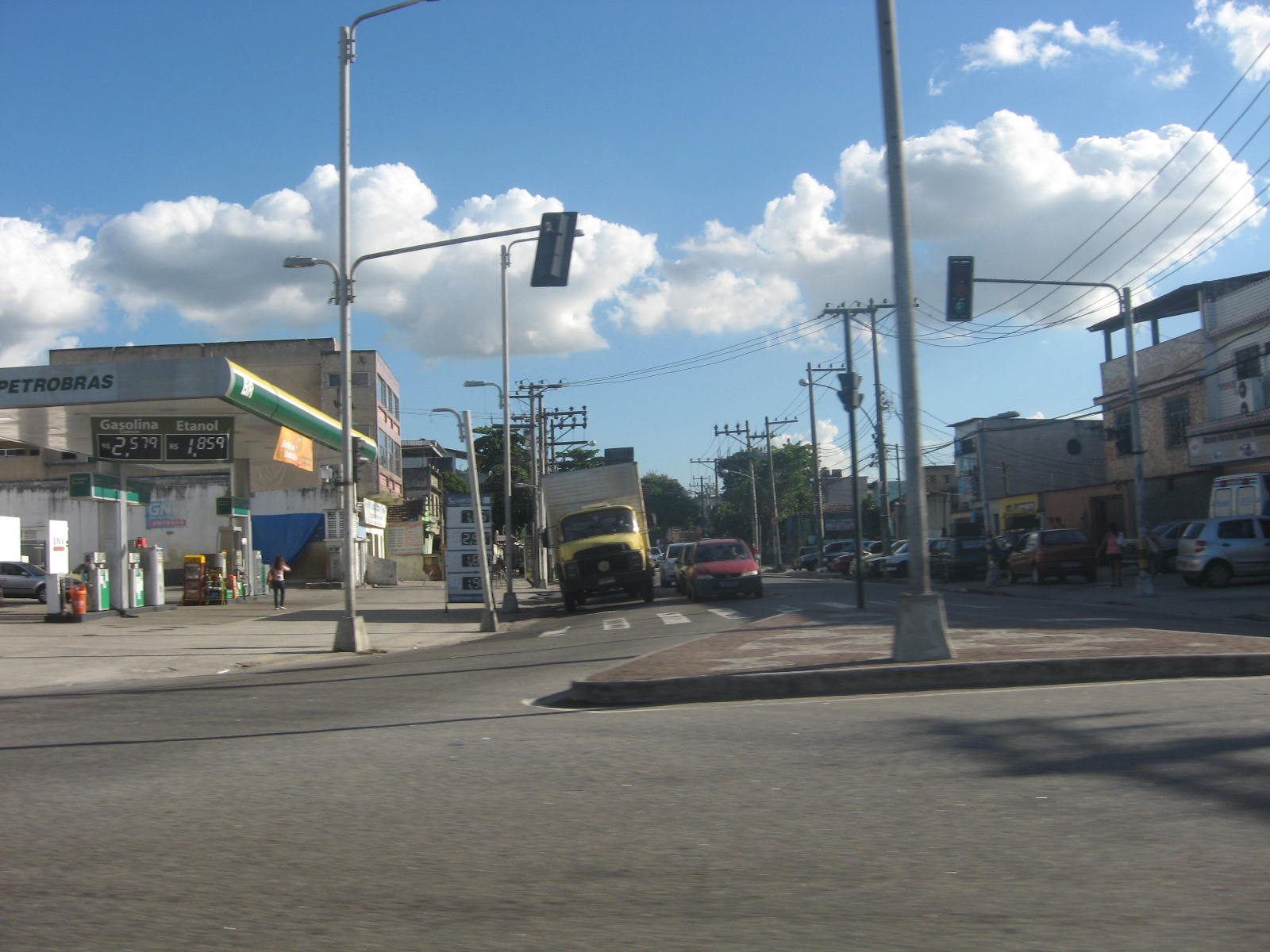
Vista del barri d'Irajá

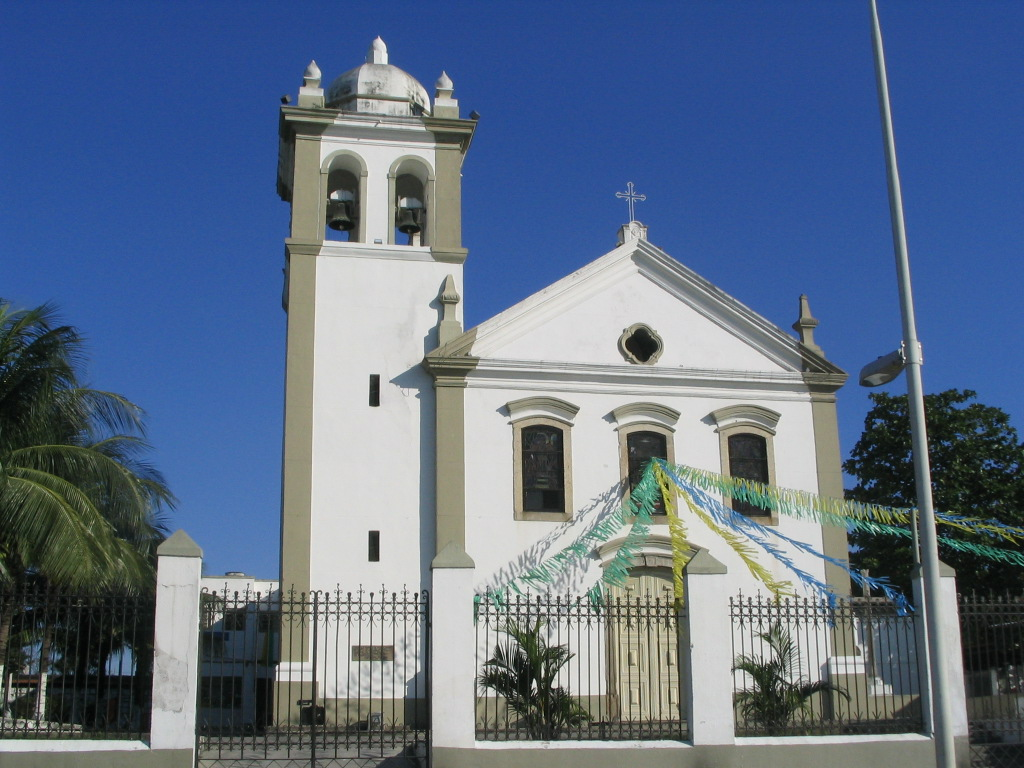
Església de Nossa Senhora da Apresentação, entorn de la qual va ser format el barri

## Topònim
El significat de la paraula irajá, segons Teodoro Fernandes Sampaio, és "la mel brolla". La etimologia proposta per Eduardo de Almeida Navarrès és semblant: "que està ple de mel", per la unió d' eíra (mel) i îá (totalitat,). La regió d'Irajá, com gairebé tot el territori de l'actual municipi de Rio, era habitada pels indis tupinambás. Existeix un registre històric d'un llogaret tupinambá en la Zona Nord de Rio amb el nom "Irajá".
Irajá no és el nom original de la regió. La regió entre la desembocadura dels rius actualment anomenats Irajá i Meriti era anomenada, pels natius, de Mby-ry-ty, que roman avui com a Meriti en un riu, en una ciutat i en una avinguda de la regió. El nom Irajá (ira-ia-ja), "Lloc que dona (fa) mel", té el seu origen amb els indis que treballaven en els engenhos de sucre, que, desconeixent el producte, atribuïen ser semblant a mel per ser cosa dolça. Els primers colons d'origen portuguès de la regió, en el seu col·loquial, usaven la llengua general compilada pels jesuïtes, motiu pel qual el nom es va fer usual.

## Història

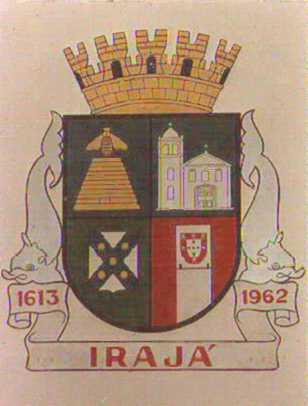
Escut de la Regió Administrativa d'Irajá

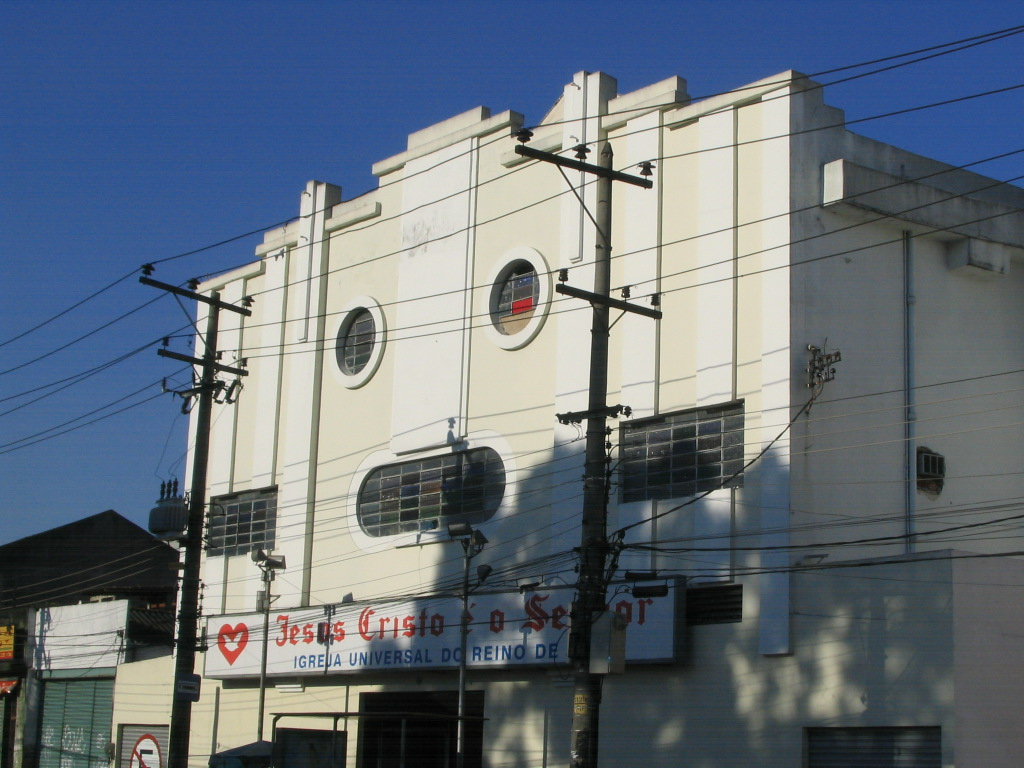
Edifici de l'antic Cinema Irajá, on, actualment, es localitza l'església Universal del Regne de Déu

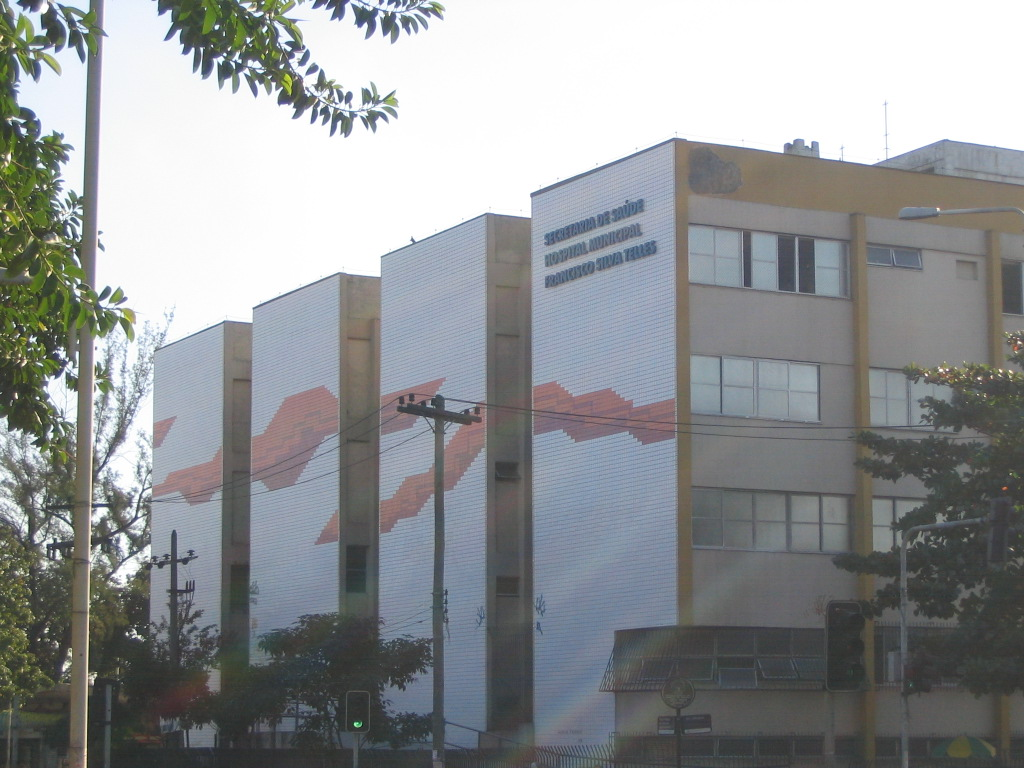
Hospital Municipal Francisco Silva Telles, a la plaça Nossa Senhora da Apresentação

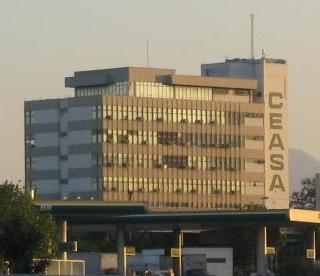
Central de proveïment del Rio, localitzada a l'Avinguda Brasil

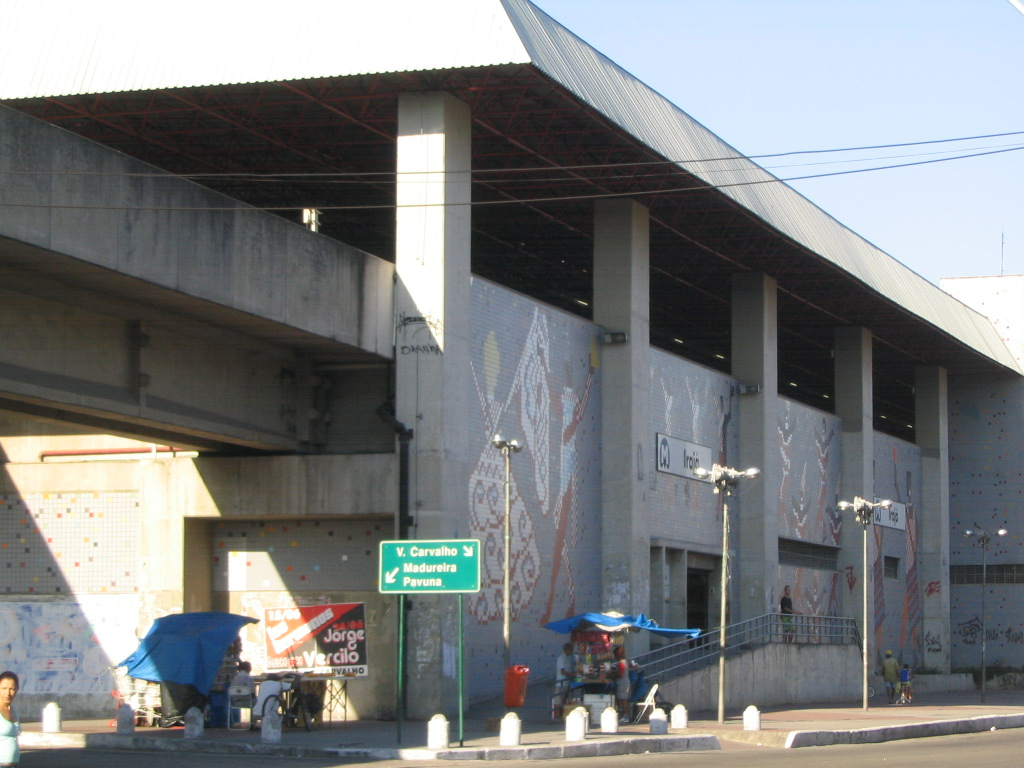
Estació de Metro d'Irajá

Fins al segle xvi, la zona era ocupada pels indis tupinambás. En aquell segle, va tenir lloc la conquesta portuguesa de la regió i la seva divisió en sesmaries. El barri va tenir origen en la més gran sesmaria de Rio, que anava de Benfica, passant per Anchieta, fins a Campo Grande. La va rebre Antônio de França el 1568, que hi va fundar l'Ingeni sucrer de Nossa Senhora da Ajuda. Un dels primers propietaris de terres de la regió va ser el reverend Antônio Martins Loureiro, fundador de l'església de la Candelária. Les va rebre el 2 d'abril de 1613. Per la seva banda, Gaspar da Costa, el 1613, va ser responsable per la construcció de la capella barroca d'Irajá.
El fill de Gaspar, el 30 de desembre de 1644, va instituir la parròquia Nossa Senhora da Apresentaçao d'Irajá i, posteriorment, va ser seu el primer vicari. La parròquia va convertir-se en l'església matriu del barri, confirmada per Joan IV de Portugal el 10 de febrer de 1647. El 1625, l'anomenat campo de Irajá va ser degudament reconegut com a pertanyent a la càmera municipal.
Durant el segle xvii, Irajá va ser un centre de proveïment important d'aliments i de material de construcció. El que pot ser considerat com tradició del mercat local per haver-hi acollit, diversos anys, la fàbrica de ciment blanc Irajazinho i la Central de Proveïment de Rio, important punt de venda de gèneres alimentaris. El 1775, hi havia tretze ingenis a la regió, tots amb mà d'obra esclava. Com altres sesmaries, la d'Irajá va ser desmembrada, creant el mapa de la ciutat que avui coneixem. Actualment, el barri és, essencialment, un barri residencial.

### Cronologia
- 1644 – Creada la freguesia de Nossa Senhora da Apresentação de Irajá (pare Antonio de Marins Loureiro);
- 1647 – Pare Gaspar de la Costa va ser nomenat el primer vicari de la freguesia;
- 1883 – Inauguració de l'estació d'Irajá del Ferrocarril Rio d'Ouro;
- 1895 – Fundat el cementiri municipal d'Irajá;
- 1911 – Inaugurada la línia de bonde, tirat per burros, Madureira-Irajá;
- 1912 – Fundat l'Irajá Atlético Clube;
- 1924 – Inici de la urbanització dels terrenys de la Societat Condomínio Irajá
- 1926 – Desmembrament de Realengo i Madureira del districte municipal de Irajá;
- 1928 – fundada, el 13 de maig de 1928, l'església Metodista d'Irajá (primera església protestant del barri);
- 1934 - Fundació de la Primera Església Batista d'Irajá;
- 1936 – Inaugurada l'escola municipal Mato Grosso;
- 1941 – Inaugurat el Cinema Irajá;
- 1962 – Creada la XIV Regió Administrativa;
- 1967 – Fundat el Grêmio Recreativo Bloco Carnavalesco Boêmios de Irajá;
- 1998 – Inaugurada l'actual estació Irajá del Metro;
- 2001 – Fundació del Clube Del Rey;
- 2003 – Fundació de l'Irajax Futbol Clube;
- 2010 - Fundació del Moto Grupo Fantasma de Irajá -
- 2011 - Inauguració del Via Brasil Shopping.

## Estructura administrativa
El barri de Irajá és seu de la regió administrativa d'Irajá, comprenent els barris d'Irajá, Vila Kosmos, Vicente de Carvalho, Vila da Penha, Vista Alegre i Colégio. La regió administrativa, per la seva banda, està subordinada a la subprefectura de la Zona Nord.